# Nowiny (województwo zachodniopomorskie)
Nowiny (do 1945 niem. Neues Vorwerk) – osada w Polsce położona w województwie zachodniopomorskim, w powiecie gryfińskim, w gminie Mieszkowice, w sołectwie Zielin.
W latach 1975–1998 miejscowość administracyjnie należała do województwa szczecińskiego.

## Historia
W końcu XVIII w. i w XIX w. Nowiny wraz z Kiwitami i Starzynem należały do majątku Zielin. W 1820 r. liczyły 4 mieszkańców.